# Heteromyias cinereifrons
Heteromyias cinereifrons là một loài chim trong họ Petroicidae.